# Red (matematika)
Pojednostavljeno govoreći, red je suma beskonačno mnogo članova nekog niza {\displaystyle (a_{n})_{n\in \mathbf {N} }},  
tj. {\displaystyle a_{1}+a_{2}+\ldots +a_{n}+\ldots }. 
Objekti {\displaystyle a_{1},a_{2},\ldots ,a_{n},\ldots ,} koji se nazivaju članovi reda, mogu označavati brojeve, funkcije, vektore, matrice, itd. Po tipu članova red može biti numerički red, funkcijski red, red vektora, red matrica itd. Umjesto navedenog, razvijenog zapisa reda, često se navodi skraćeni zapis {\displaystyle \sum _{k=1}^{\infty }a_{k}}, ili još kraće {\displaystyle \sum a_{k}}.
Formalno, red se definira kao granična vrijednost niza parcijalnih suma. Za članove niza {\displaystyle (a_{n})_{n\in \mathbf {N} }} definiramo novi niz {\displaystyle (S_{n})_{n\in \mathbf {N} }}, gdje je {\displaystyle S_{n}} zbroj prvih n članova niza, tj.
{\displaystyle S_{1}=a_{1}}
{\displaystyle S_{2}=a_{1}+a_{2}}
{\displaystyle S_{3}=a_{1}+a_{2}+a_{3}}
{\displaystyle S_{n}=a_{1}+\ldots +a_{n}}
Vrijednost {\displaystyle S_{n}} nazivamo n-tom parcijalnom sumom reda. Vrijednost {\displaystyle S=\lim _{n\to \infty }S_{n}} tada nazivamo redom (ili ponekad, sumom reda). Ako je vrijednost reda konačna, za red kažemo da je konvergentan. U suprotnom za red kažemo da je divergentan.
Red može imati i oblik 
{\displaystyle \sum _{k=-\infty }^{+\infty }a_{k}=\ldots +a_{-n}+\ldots +a_{-1}+a_{0}+a_{1}+\ldots +a_{n}+\ldots ,} (npr. Loranov red) ali i oblik
{\displaystyle \sum _{i,j=1}^{\infty }a_{ik}=(a_{11}+a_{12}+\ldots +a_{1n}+\ldots )+(a_{21}+a_{22}+\ldots +a_{2n}+\ldots )+\ldots +(a_{n1}+a_{n2}+\ldots +a_{nn}+\ldots ),}

## Neki tipovi redova
- Geometrijski red je red kod koga se uzastopni članovi dobivaju množenjem prethodnih konstantnim brojem. Na primjer:

{\displaystyle 1+{1 \over 2}+{1 \over 4}+{1 \over 8}+{1 \over 16}+\ldots =\sum _{n=0}^{\infty }{1 \over 2^{n}}.}
U općem slučaju, geometrijski red
{\displaystyle \sum _{n=0}^{\infty }z^{n}}
konvergira akko |z| < 1.
Suma geometrijskog reda je {\displaystyle \sum _{n=0}^{\infty }z^{n}={\frac {1}{1-z}}}, kada je |z| < 1.
- Harmonijski red je red

{\displaystyle 1+{1 \over 2}+{1 \over 3}+{1 \over 4}+{1 \over 5}+\ldots =\sum _{n=1}^{\infty }{1 \over n}.}
Harmonijski red divergira.
- Alternirani red (ili alternirajući) je red kod kojeg uzastopni članovi imaju suprotne predznake. Na primjer:

{\displaystyle 1-{1 \over 2}+{1 \over 3}-{1 \over 4}+{1 \over 5}-\ldots =\sum _{n=1}^{\infty }(-1)^{n+1}{1 \over n}.}
- Red

{\displaystyle \sum _{n=1}^{\infty }{\frac {1}{n^{r}}}}
konvergira ako r > 1 a divergira za r ≤ 1, što se može pokazati integralnim kriterijem za konvergenciju redova. Kao funkcija od r, suma ovog reda je Riemannova zeta funkcija.
- Teleskopski red

{\displaystyle \sum _{n=1}^{\infty }(b_{n}-b_{n+1})}
konvergira ako niz bn konvergira limesu L kada n teži beskonačnosti. Tada je vrijednost reda b1 − L.

## Apsolutna konvergencija
Za red
{\displaystyle \sum _{n=0}^{\infty }a_{n}}
se kaže da apsolutno konvergira ako red apsolutnih vrijednosti
{\displaystyle \sum _{n=0}^{\infty }\left|a_{n}\right|}
konvergira. U ovom slučaju početni red i sva njegova preuređenja konvergiraju, i konvergiraju k istoj sumi.
Po Riemannovom teoremu o redovima, ako red uvjetno konvergira, uvijek se može naći preuređenje članova reda tako da preuređeni red divergira. Štoviše, ako su an realni, a S je bilo koji realan broj, može se naći preuređenje koje konvergira k S.

## Uvjetna konvergencija
Red {\displaystyle \sum _{n=0}^{\infty }a_{n}} konvergira uvjetno ako je
{\displaystyle \sum _{n=0}^{\infty }a_{n}} konvergentan, a red {\displaystyle \sum _{n=0}^{\infty }|a_{n}|} divergentan.
Klasičan primjer ovakvog reda je
{\displaystyle 1-{1 \over 2}+{1 \over 3}-{1 \over 4}+{1 \over 5}-\cdots =\sum \limits _{n=1}^{\infty }{(-1)^{n+1} \over n}}
koji konvergira u {\displaystyle \ln {2}}, ali nije apsolutno konvergentan (jer suma {\displaystyle 1+{\frac {1}{2}}+{\frac {1}{3}}+\cdots } divergira).
Najjednostavniji primjeri uvjetno konvergentnih redova (uključujući i gornji primjer) su alternirajući redovi.